# 제주꿈바당어린이도서관
제주꿈바당어린이도서관은 대한민국 제주특별자치도의 도서관이다. 2017년 10월 14일에 개관을 했으며, 도서관 명칭은 2017년 5월 도서관 명칭공모 당선작으로서 어린이와 청소년들의 무한한 가능성을 상징한다.

## 운영 시간
- 오전 9시 ~오후 6시

## 휴관일
- 정기휴관일 : 매주 화요일, 설날연휴, 추석연휴, 12월31일, 1월 1일, 대체 공휴일